# Mamenchisaurus youngi
Mamenchisaurus youngi (zh. "reptil de Mamenchi de CC. Young") es una especie y tipo del género extinto Mamenchisaurus  de dinosaurio saurópodo mamenquisáurido, que vivió a finales del período Jurásico, hace aproximadamente entre 157 a 145 millones de años, desde el Kimmeridgiense al Titoniense, en lo que hoy es Asia. Mamenchisaurus youngi fue descrita por Pi, Ouyang & Ye en 1996 como M. youngi  fue desenterrado en el Condado de Xinmin, cerca de la Ciudad de Zigong en Sichuan, China, en 1989, en sedimentos de la Formación Shangshaximiao. El espécimen fósil mide 16 metros de largo con un cuello de 6,5 metros, es relativamente más pequeña que las otras especies de Mamenchisaurus. El nombre específico fue puesto en honor a C.C. Young. El holotipo es el espécimen ZDM 0083, es un esqueleto con cráneo descubierto por Song Renfa en diciembre de 1988, que se encontró particularmente completo y articulado, excavado en Xinmin en Sichuan y también se encontraron huellas en el esqueleto.